# Дружинець Богдан Теодорович
Богда́н Теодорович Дружинець (* 30 липня 1928, Конюхів — † 25 квітня 1963, Стрий) — український живописець.

## З життєпису
Протягом 1947—1952 років навчався у Львівському художньому училищі ім. І.Труша.
Працював портретистом та пейзажистом, автор творів:
- «Гуцулка» (1958),
- «Олекса Довбуш» (1960),
- «Портрет мужчини» (1960),
- «Карпатський пейзаж» (1962),
- автопортрет,
- портрети Т. Шевченка, І.Франка, Лесі Українки, інші.